# Station Beauvais
Station Beauvais is een spoorwegstation in de Franse gemeente Beauvais.

## Treindienst
| Serie | Treinsoort | Route                                     | Bijzonderheden |
| ----- | ---------- | ----------------------------------------- | -------------- |
| C 17  | TER (SNCF) | Paris-Nord – Persan - Beaumont – Beauvais |                |
| P 30  | TER (SNCF) | Beauvais – Abancourt – Eu – Tréport-Mers  |                |
| P 32  | TER (SNCF) | Beauvais – Rochy-Condé – Creil            |                |